# Филонович Василь Захарович
Василій Захарійович Филонович (*15 січня 1894, с. Рогізне, Харківська губернія — † 3 червня 1987, м. Міннеаполіс, США) — генерал-хорунжий армії УНР. У 1920 році — віцеконсул України в Поті, Грузинська Демократична Республіка.
Відповідно до українського законодавства є борцем за незалежність України у ХХ столітті.

## Життєпис
Народився у дворянській родині Захара Семеновича Филоновича гербу Калинова і його дружини Марії Георгіївни. У 1903 році вступив до місцевого реального училища, 1908 року перейшов до Курської землемірної школи.
Під час Першої світової війни закінчив Чугуївське військове училище. У російській армії служив у чині поручика.

### В Армії УНР
Після Лютневої революції 1917 року став прихильником Української Центральної Ради, брав участь в українізації своєї військової частини. На початку листопада того ж року ним було українізовано 11 сотень у складі 34-ї піхотної дивізії.
Наприкінці 1917 року призначений військовим комендантом Сумського повіту. Організував кінний полк та кілька піших сотень.
У січні-лютому 1918-го під час наступу більшовицьких військ на Київ очолював відтинок фронту Ворожба —  Суми — Гайворон.
Під час антигетьманського повстання Директорії УНР організував Сумський окремий курінь (1500 багнетів) і приєднався до 4-го полку окремого корпусу Січових стрільців.
На початку 1919-го призначений старшиною для окремих доручень при ставці Головного отамана. У цьому ж році брав участь у боях на більшовицькому й денікінському фронтах.
У грудні 1919-го в складі групи із 32 старшин направлений у денікінський тил на Катеринославщину для надання допомоги повстанським загонам. Потрапив у полон. Був вивезений денікінцями до Одеси. Втік з полону у Кубанську Народну Республіку, де приєднався до кубанських повстанців.
У 1920-му на чолі загону відступив у Грузинську Демократичну Республіку. Був включений до складу української військової місії у Грузинській Демократичній Республіці, обіймав посаду віцеконсула УНР в Поті.
Восени 1920-го виїхав до Османської імперії, потім через Болгарське царство — до Польської Республіки.

### У Карпатській Січі
1933 року одружився в м. Прага з поетесою Веронікою Михалевич.
У 1939-му брав участь у боях військових підрозділів Карпатської України з угорською армією на посаді члена штабу. Під натиском переважаючих сил противника частини Карпатської Січі на чолі з полковником Филоновичем відступили на територію Румунського королівства.
Після видачі румунським урядом січовиків угорській владі він деякий час перебував у концтаборі.
Згодом жив у Словаччині, а з 1951-го — у США. Очолював Союз українських ветеранів, Товариство прихильників УНР. Міністр військових справ УНР в екзилі.
Помер у м. Міннеполіс (США). Похований на цвинтарі Форест Лаун, м. Сент-Пол, штат Міннесота.

## Вшанування пам'яті
У місті Суми існує провулок Василя Филоновича.
У місті Дніпро вулицю Сонячногірську перейменували на вулицю Василя Филоновича.
Художник-графік Микола Михайлович Бондаренко створив портрет Василя Філоновича, який надрукований в альбомі «Корінням із Сумщини»